# Котенок Геннадій Дмитрович
Геннадій Дмитрович Котенок (24 жовтня 1966, Київ, Українська РСР, СРСР) — український радянський хокеїст, нападник.

## Спортивна кар'єра
Вихованець СДЮШОР «Сокіл». Виступав за команди «Сокіл» (Київ), ШВСМ (Київ) і «Слован» (Братислава, Чехословаччина). Майстер спорту. У вищій лізі СРСР провів 5 матчів, в елітному дивізіоні Чехословаччини — 23 (4+3).

## Статистика
| Сезон   | Клуб                  | Ліга  | І  | Г  | П  | О  | ШХ |
| ------- | --------------------- | ----- | -- | -- | -- | -- | -- |
| 1984-85 | ШВСМ (Київ)           | друга |    | 5  | 2  | 7  |    |
| 1985-86 | ШВСМ (Київ)           | друга |    | 29 |    |    |    |
| 1986-87 | ШВСМ (Київ)           | перша | 40 | 11 | 10 | 21 | 18 |
| 1987-88 | ШВСМ (Київ)           | перша | 41 | 9  | 7  | 16 | 18 |
| 1988-89 | «Сокіл» (Київ)        | вища  | 5  | 0  | 0  | 0  | 0  |
|         | ШВСМ (Київ)           | перша | 58 | 30 | 13 | 43 | 12 |
| 1989-90 | ШВСМ (Київ)           | друга | 51 | 27 | 11 | 38 | 22 |
| 1990-91 | ШВСМ (Київ)           | друга | 14 | 2  | 1  | 3  | 4  |
|         | «Слован» (Братислава) | вища  | 23 | 4  | 3  | 7  | 4  |